# مذكرة تفاهم بشأن فقمة الراهب المتوسطية
مذكرة تفاهم بشأن الاجراءات المؤدية للحفاظ على فقمة الراهب المتوسطية في منطقة شرق المحيط الأطلسي هي مذكرة تفاهم (MoU) بيئية متعددة الأطراف، دخلت حيز التنفيذ في 18 أكتوبر 2007 بدعمٍ من المنظمة المنبثقة عن اتفاقية حفظ أنواع الحيوانات البرية المهاجرة (CMS)، والتي تعرف أيضًا باتفاقية بون. تهدف الاتفاقية لحفظ وحماية فقمة الراهب المتوسطية في شرق المحيط الأطلسي والتي تنتشر في بلاد (موريتانيا والمغرب والبرتغال وإسبانيا)، وقد وقّعت جميع هذه الدول عليها.

## تطوير الاتفاقية
فقمة الراهب المتوسطية (Monachus monachus) مدرجة في الملحقين الأول والثاني من اتفاقية CMS، مما يجعل الحاجة مهمة لتضافر الجهود والتعاون الدولي بين دول النطاق، وإدراكًا للدور البيئي الهام لفقمة الراهب المتوسطية، وُقِّعت اتفاقية المادة الرابعة في مدينة أديخي الواقعة في جزيرة تينيريف التابعة لإسبانيا، بتاريخ 18 أكتوبر 2007، على هامش اجتماع اتفاقية الأنواع المهاجرة لمحادثات غرب إفريقيا بشأن الحوتيات وبيئاتها (WATCH)، ودخلت الاتفاقية حيز التنفيذ فورًا. الاتفاقية مفتوحة للتوقيع عليها من قِبل جميع دول ساحل الأطلسي.

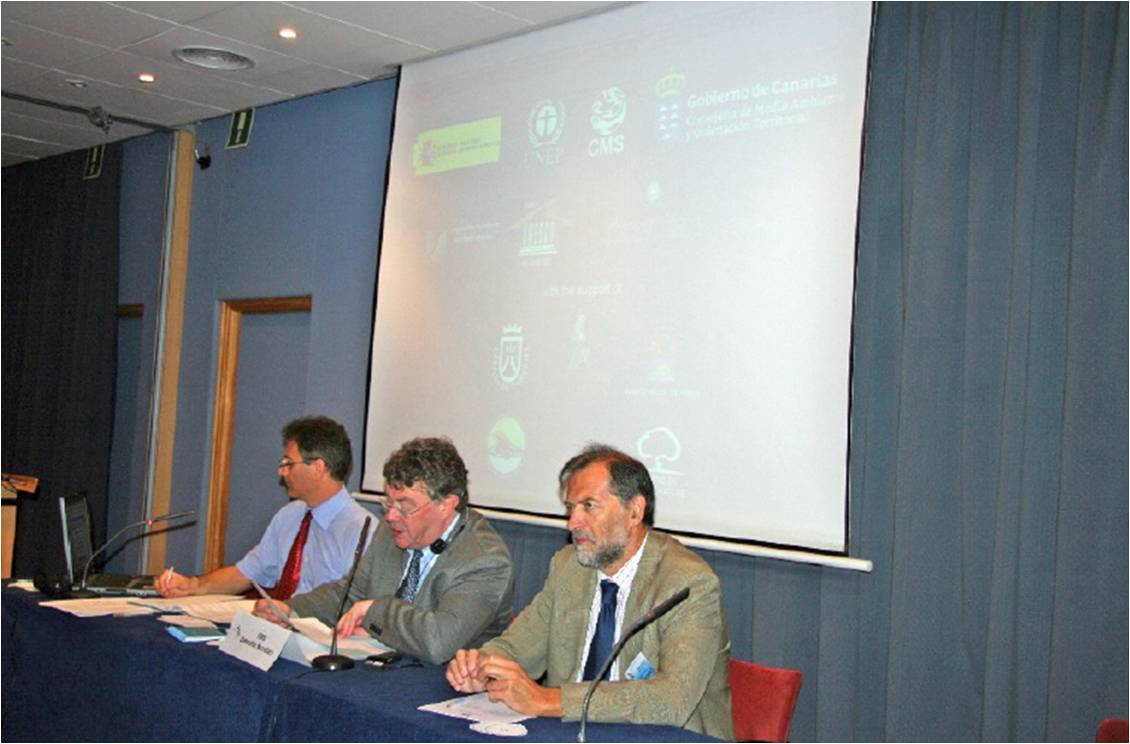
توقيع مذكرة التفاهم بشأن فقمة الراهب المتوسطية في أديخي، إسبانيا، بتاريخ 18 أكتوبر 2007

الموقعون على مذكرة التفاهم بشأن فقمة الراهب المتوسطية:
- موريتانيا (18 أكتوبر 2007)
- المغرب (18 أكتوبر 2007)
- البرتغال (18 أكتوبر 2007)
- إسبانيا (18 أكتوبر 2007)

كما وقّعت أمانة اتفاقية الأنواع المهاجرة (CMS) مذكرة التفاهم في (18 أكتوبر 2007).

## أهداف الاتفاقية
تُعدّ هذه الاتفاقية خطوةً هامةً نحو تحسين حالة حفظ وحماية فقمة الراهب الأطلسية الشرقية ومواطنها في جميع أنحاء مجال تواجدها، وذلك بالتعاون مع الجهات الأربع الموقعة. وتهدف إلى توفير إطار قانوني ومؤسسي لتنفيذ خطة العمل لاستعادة أعداد فقمة الراهب المتوسطية في شرق المحيط الأطلسي.

## الأنواع التي تشملها مذكرة التفاهم
تحمي مذكرة التفاهم تجمعات فقمة الراهب المتوسطية في شرق المحيط الأطلسي، حيثُ أنه الأكثر عرضة للإنقراض من بين الثدييات البحرية بالعالم، والمدرجة ضمن قائمة أكثر الأنواع المهددة بالانقراض (القائمة الحمراء للأنواع المهددة بالانقراض). وتشير التقديرات لوجود 500 كائن فقط في الطبيعة. وتتمثل التهديدات الرئيسة للفقمات في الوقوع بمعدات الصيد ومن ثم موتها والصيد الجائر المتعمد، والاضطهاد المباشر من قبل البشر، بالإضافة إلى عوامل طبيعية مثل العوالق النباتية السامة، وفقدان مواقع التكاثر، مثل انهيار أسقف الكهوف. ويعني ذلك عزلة المجموعات الصغيرة المتبقية - حيث يعتقد الخبراء أن المستعمرتين (واحدة في ماديرا والأخرى في شبه جزيرة كابو بلانكو) لا تتزاوجان - أي أن بقاء هذا النوع غير مستقر.

## الخطط
تنص مذكرة التفاهم على أن خطة العمل ستتضمن تدابير تهدف إلى:
- تقييم حالة فقمة الراهب والتهديدات التي تواجهها.
- الحفاظ على أعداد فقمة الراهب وزيادتها.
- إنشاء شبكة من المناطق المحمية لفقمة الراهب.
- تعزيز التنسيق الإقليمي بين ولايات الدول المشاركة.

أعدّت مجموعة عمل فقمة الراهب خطة عمل، واعتمدت هذه الخطة في الاجتماع الثامن لمؤتمرهم الخاص، الذي عُقد في نيروبي عاصمة كينيا في نوفمبر 2005. تُقدّم الخطة تركيزًا جديدًا للحفاظ على فقمة الراهب من خلال تحديد التزامات الدول في نطاق انتشار هذا النوع. كما تُحدّد الطرق المناسبة لتنسيق الإجراءات بين الموقعين، مما يُتيح وسيلةً لدمج البرامج التي تُنفّذها مختلف المنظمات الوطنية والمحلية والخاصة. وتعطى الأولوية المُلحّة في وقف تناقص أعداد فقمة الراهب، ثمّ العمل على تعزيز تعافيها لزيادة أعدادها. ومن أهمّ سمات الخطة اقتراح إنشاء شبكة من مناطق الحفظ الخاصة لفقمة الراهب (SACMS) للمساعدة في استعادة أعدادها.
منذ توقيع مذكرة التفاهم، تعمل مجموعة العمل المؤلفة من ممثلين عن الدول الأربع على الإشراف عن الأنشطة المتفق عليها وعلى خطة العمل وتوجهها. وقد دعمت حكومة إسبانيا عمل هذه المجموعة ماليًا، بينما قدمت منظمة "مؤسسة الموئل التابع للاتفاقية الإطارية للتنوع البيولوجي" الإسبانية غير الحكومية الدعم الفني. وقد اتفق اجتماع لمجموعة العمل في موريتانيا في نوفمبر 2009 على بعض الإجراءات اللازمة، بما في ذلك تحديد الجهات المختصة المعنية بتنفيذ مذكرة التفاهم، ومصادر المشورة الفنية، وخيارات التمويل.

## الأمانة العامة
توفر أمانة CMS ومقرها في بون الألمانية وظائف السكرتارية.